# Bivacco Pedrinelli
Il bivacco Pedrinelli è una costruzione edificata interamente in roccia posta in prossimità del passo di Publino, ed è situato nel territorio amministrativo del comune di Carona a quota 2.353 m.s.l.m.
La struttura è stata ricavata dai ruderi di una caserma utilizzata dagli italiani nel corso della prima guerra mondiale, al fine di contrastare un eventuale sfondamento del fronte valtellinese da parte delle truppe austriache.

## Descrizione
All'interno c'è un grande letto a castello capace di contenere 8/10 persone, un ampio tavolo in legno, un tavolino in metallo.
L'utilizzo del bivacco è libero.

## Accessi
Dalla provincia di Bergamo lo si raggiunge per la via più breve partendo da Carona, in alta Val Brembana, da dove si prende il sentiero per il rifugio Fratelli Calvi (strada carrabile parzialmente cementata in alcuni tratti). Si attraversa l'abitato di   Pagliari e si prosegue lungo la carrabile. Si passa una cascata e poco più avanti, passato un doppio tornante, si lascia la carrabile e, in prossimità della fontanella, si prende il sentiero a sinistra in direzione val Sambuzza / passo di Publino. Si prosegue lungo il sentiero attraverso un bosco e si passano diverse baite fino a superare definitivamente l'ultimo tratto di bosco in prossimità del Baitone. Il sentiero prosegue su per la val Sambuzza fino a raggiungere un primo pianoro. Attraversato il prato si prosegue sul sentiero che continua in salita fino al lago di Valle Sambuzza. Si attraversa il torrente emissario del lago sul ponticello di legno e si prosegue per il sentiero che costeggia il lago a ovest per raggiungere, poco più avanti, raggiunge il Bivacco Pedrinelli

## Ascensioni
- Pizzo Zerna (2.572 m), difficoltà EE
- Monte Masoni (2.663 m), difficoltà EE
- Lago di Publino (2.134 m), difficoltà EE
- Monte Chierico (2.535 m), difficoltà EE
- Laghi di Caldirolo (2.257 m), difficoltà F

## Curiosità
Il  bivacco Pedrinelli era originariamente una vecchia casermetta costruita dall'esercito italiano durante la prima guerra mondiale assieme a tante altre edificazioni militari sulle Alpi Orobie nel timore che i tedeschi potessero violare la neutralità della Svizzera e invadere da nord. Fortunatamente però il fronte caldo della guerra non raggiunse mai queste zone.
Il gruppo  Amici Escursionisti Sforzatica Dalmine lo ha restaurato e adibito a bivacco.

## Galleria d'immagini

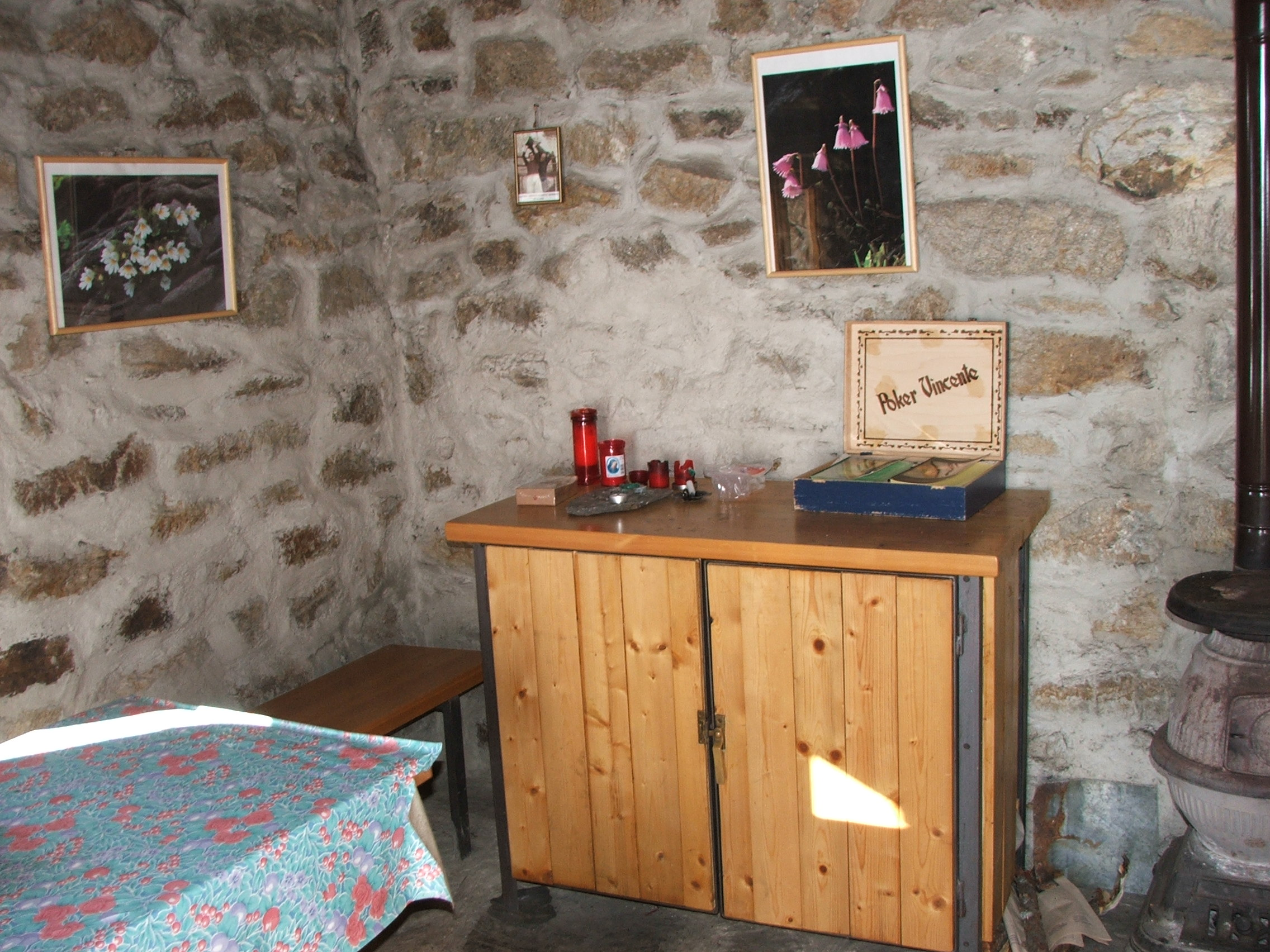
La dispensa del bivacco
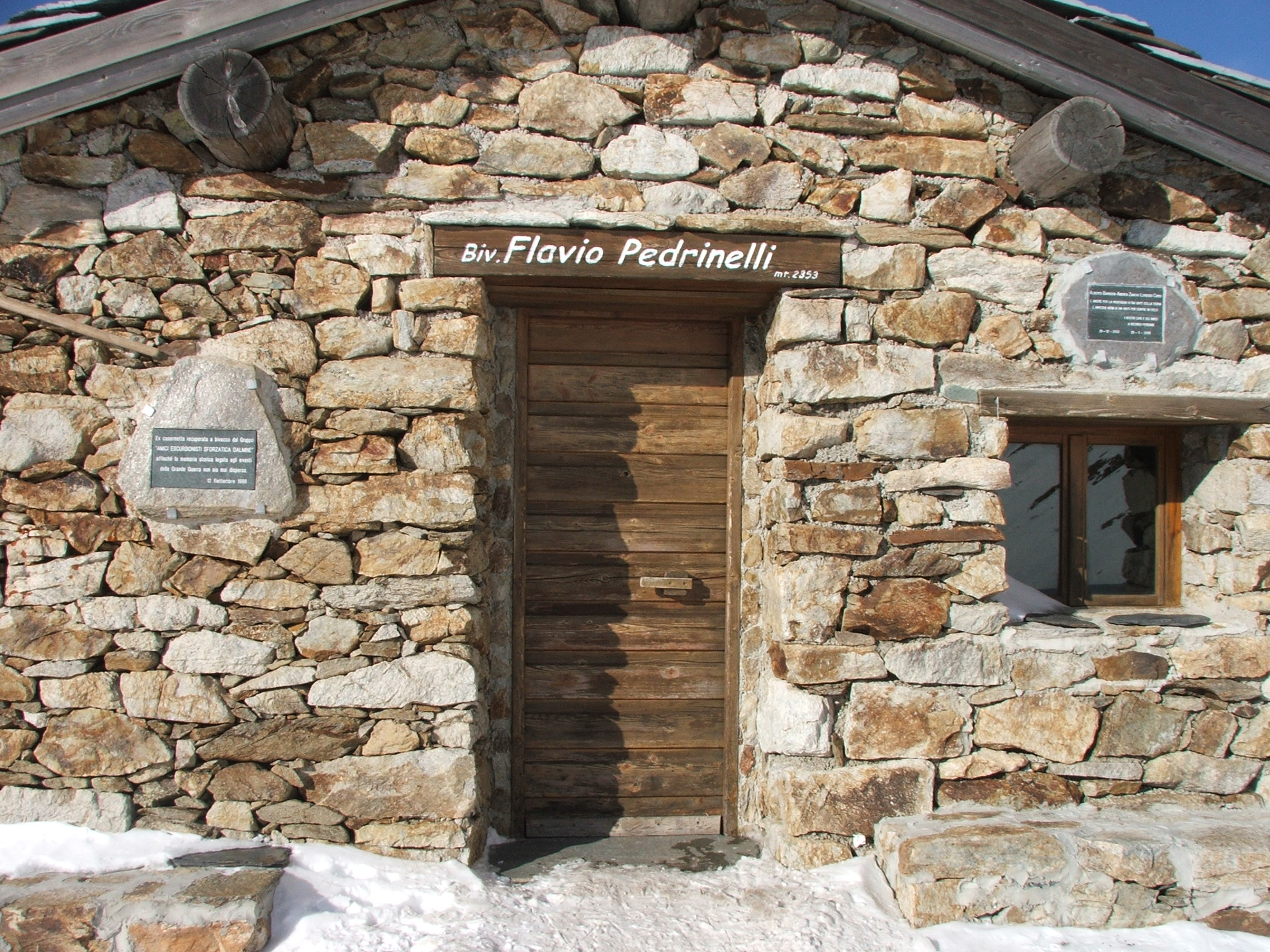
L'ingresso
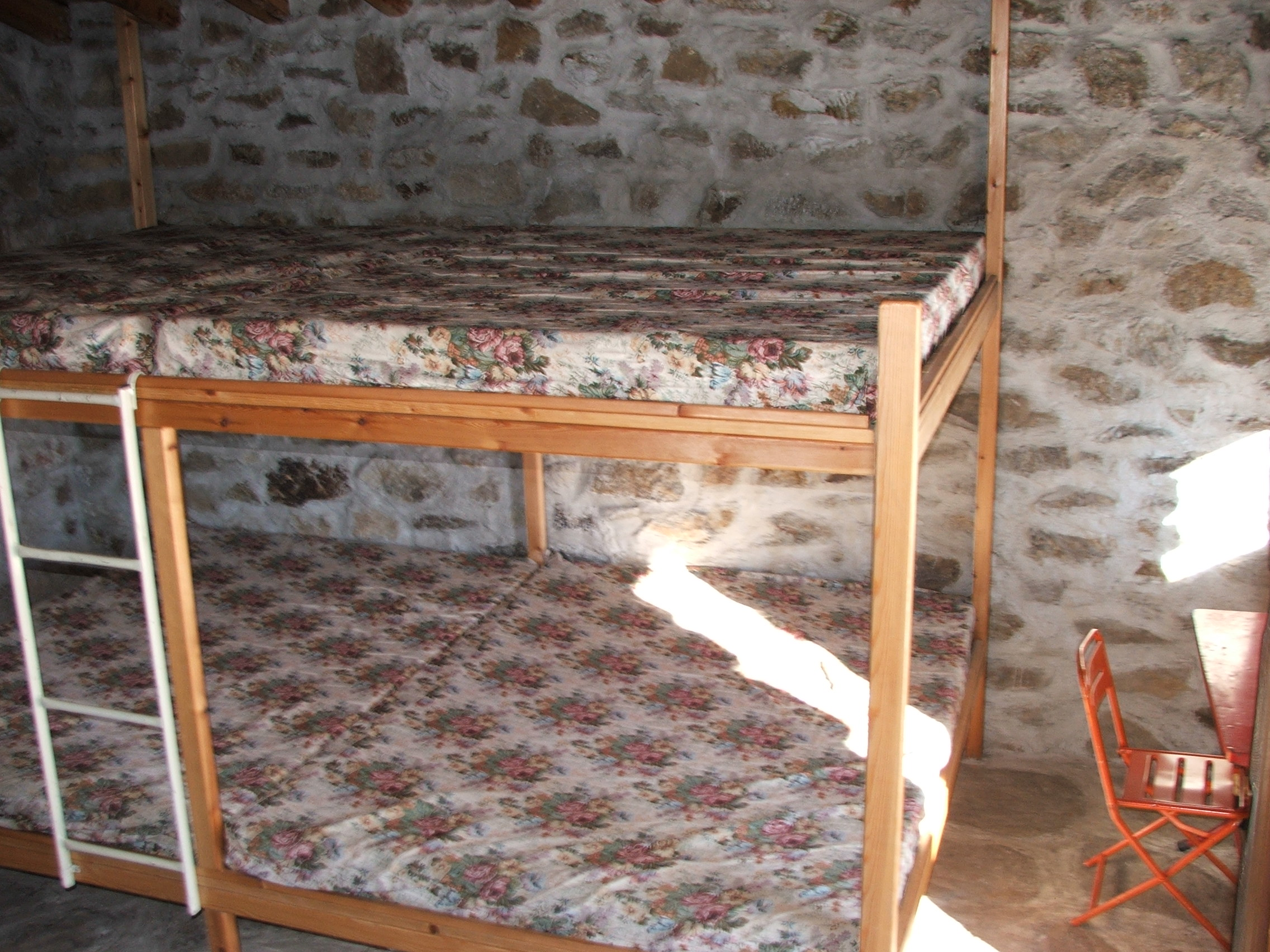
Il letto a castello
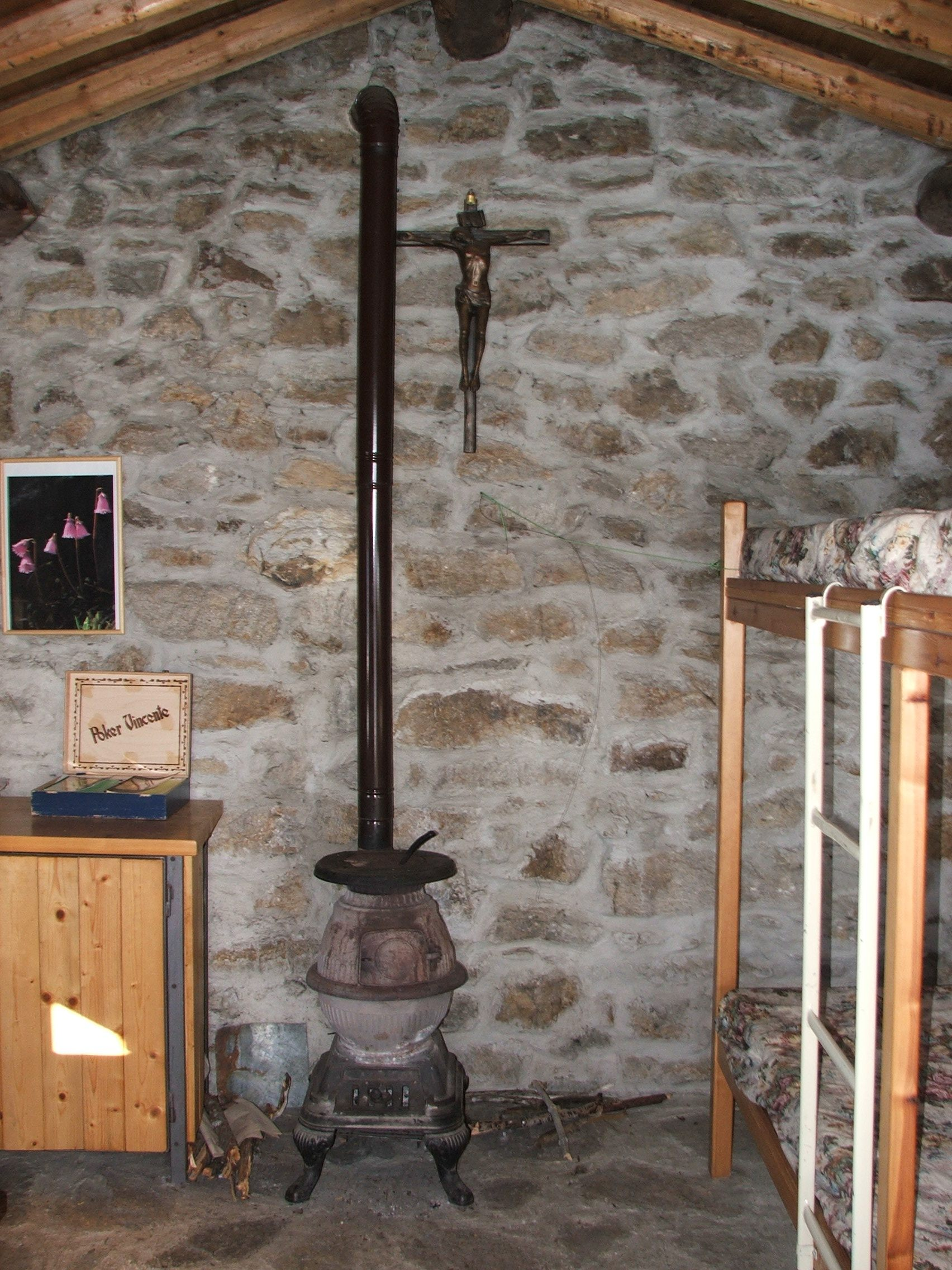
La stufa a legna
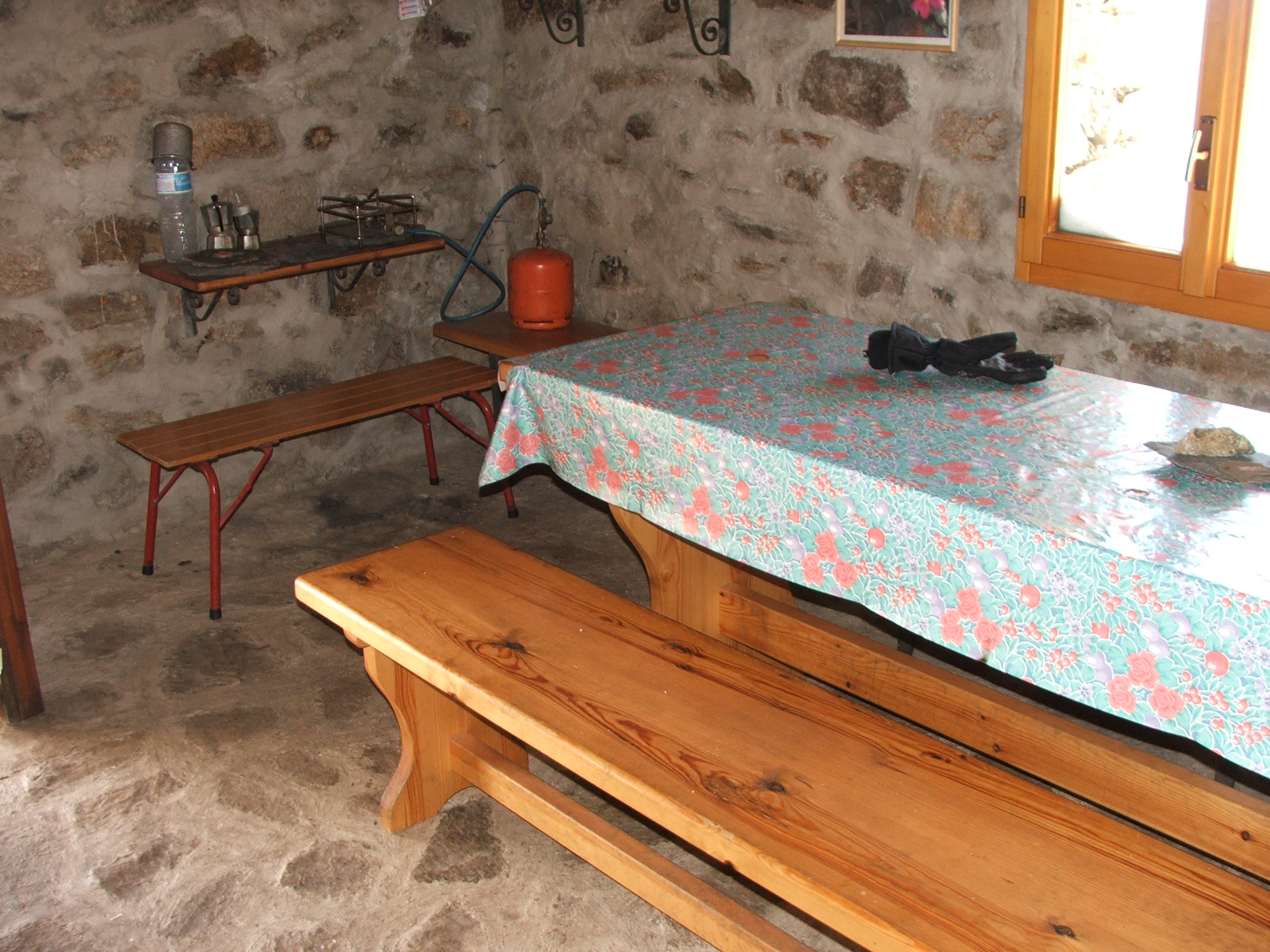
Il tavolo in legno e il fornello a gas